# Katzenspiel (1983)
Katzenspiel ist ein deutscher Fernsehfilm von 1983, Regie István Szabó, nach dem gleichnamigen Roman von István Örkény.

## Handlung
Erzsi Orban lebt allein in Budapest, sie telefoniert und schreibt sich häufig mit ihrer Schwester Gisa, die bei ihrem Sohn und dessen Familie in Garmisch-Partenkirchen lebt. Beide sind schon alt, sie sind zusammen in Ungarn aufgewachsen und haben sich sehr lange nicht gesehen. Während Gisa ihr Alter akzeptiert hat, versucht Erzsi durch elegantere Kleidung und gefärbte Haare jünger zu wirken. Dazu angeregt wird sie auch durch ihre Freundin Paula sowie durch ihren Verehrer Viktor, einen gealterten Opernsänger, der einmal in der Woche bei Erzsi zu Abend isst. Aus den Telefonaten und Briefen (die im Film vom jeweiligen Adressaten in die Kamera gesprochen werden) erfährt man, dass Viktor und Erzsi schon in ihrer Jugend ineinander verliebt waren und noch eine Affäre miteinander hatten, als Erzsi schon mit ihrem Mann Béla verheiratet war. Nach einem schweren Unfall Bélas beschränkte sich der Kontakt zwischen Erzsi und Viktor auf gemeinsame Abendessen. Erst jetzt, mit über sechzig und nach Bélas Tod, nehmen sie den Kontakt wieder auf. Viktor scheint immer noch in Erzsi verliebt zu sein.
Auch Paula kennt Erzsi schon lange: Als Béla und Erzsi sich während des Krieges verstecken mussten, sicherte sie beiden das Überleben. Als nun Paula und Erzsi gemeinsam ein Konzert von Viktor besuchen, bringt Viktor anschließend Paula im Taxi nach Hause. Sie behauptet später, er habe sich während der Fahrt an ihr vergriffen, was Erzsi aber nicht glauben will. Das nächste Abendessen für Viktor sagt Erzsi per Telegramm ab, nur um sich kurz danach umzuentscheiden und das Telegramm zu stornieren. Am Abend sagt Viktor dann kurzfristig telefonisch ab, worauf Erzsi wütend das Essen wegwirft. Erzsis Untermieterin, die von ihr Mäuschen genannt wird, macht sich wegen Erzsis launischem und unvorhersehbarem Verhalten zunehmend Sorgen über ihren nervlichen Zustand und schreibt deswegen an Gisa. Als Erzsi zu Paula geht und Viktor dort mit ihr beim Essen antrifft, wirft sie vor Eifersucht das Essen vom Tisch und sagt Viktor, sie möchte ihn nie mehr sehen.
Gisa macht Erzsi Vorwürfe und macht sich Sorgen um sie, was Erzsi aber als Missgunst auffasst. Gisa will Erzsi überzeugen, zu ihr nach Deutschland zu ziehen, Erzsi weigert sich aber. Als sie Viktor wieder anruft, lässt er sich verleugnen. Auch Erzsis Tochter Ilona, eine Ärztin, macht ihr Vorwürfe und glaubt, sie mache sich durch die Naivität, mit der sie Viktor hinterherrennt, lächerlich. Erzsi lässt sich von Ilona ein Schlafmittel geben und bringt sich später damit um.
Nach der Beerdigung wird eine Art alternatives Ende gezeigt, das sich aber wohl nur in Erzsis Phantasie kurz vor ihrem Tod ereignet: Sie wird von Gisa geweckt, die nach Budapest geflogen ist, um nach 16 Jahren ihre Schwester wiederzusehen. Gisa schlägt ihr vor, gemeinsam wieder in den kleinen ungarischen Ort zu ziehen, in dem sie aufgewachsen sind und dort das Elternhaus wieder herzurichten.

## Produktion
Der Film wurde 1983 vom Saarländischen Rundfunk und der Telefilm Saar produziert. Das Drehbuch ist eine Adaption des Romans Katzenspiel (ungarischer Originaltitel: Macskajáték) von István Örkény, der bereits 1974 in ungarischer Sprache verfilmt wurde.
Der Film wurde am 29. Juni 1983 in der ARD zum ersten Mal ausgestrahlt. Im ungarischen Fernsehen lief er am 23. Juni 1985.

## Rezeption
In einer Vorab-Rezension in der Zeit stellt Rolf Michaelis den Film als misslungen dar, einzig die darstellerische Leistung Helmut Qualtingers wird lobend erwähnt. Michaelis kritisiert auch, dass die politische Situation, besonders der Eiserne Vorhang, der die beiden Schwestern trennt, keine Rolle spielt:

„Welche Qual, zu hören, was diese Frauen [...] einander telefonieren, einander in Briefen sagen, wobei jeweils die Epistel-Schreiberin ihr leidverzerrtes Gesicht von innen gegen den Bildschirm preßt. Es geht um das im „Westen“ bis zur Einschläferung der Zuschauer abgenudelte Thema der „Kommunikationslosigkeit“. Beckett hat uns das Schweigen darüber vorgeführt. In Stücken, die dem „Sozialistischen Realismus“ abgetrotzt werden müssen, wird lieb-wirres Gerede abgehaspelt. [...] Eine alles besänftigende Regie und eine Kamera, die jedes Bild in ein goldenes Dämmerlicht taucht, sorgen für einen Einschlaf-Film der höchsten Baldrian-Klasse.“

„Tragikomische Liebesgeschichte von Siebzigjährigen, in der Hoffnungslosigkeit und Trostfindung in einem grotesken Spiel miteinander konkurrieren.“